# Лоськов, Дмитрий Вячеславович
Дми́трий Вячесла́вович Лосько́в (род. 12 февраля 1974, Курган) — советский и российский футболист; российский футбольный тренер. Выступал за сборную России, участник чемпионата Европы 2004 года, мастер спорта России. Лучший ассистент в истории чемпионатов России (135 передач) и лучший по системе «гол+пас».
Лоськов добился большинства успехов в составе московского «Локомотива»: был капитаном и двукратным чемпионом России (2002 и 2004), дважды лучшим бомбардиром (2002, 2003) и четырежды лучшим ассистентом (2002—2004, 2006) чемпионата России. Обладатель множества рекордов «Локомотива». Работает заместителем руководителя развития молодёжного футбола «Локомотива».

## Биография
Дмитрий Вячеславович Лоськов родился 12 февраля 1974 года в семье директора спортзала в городе Кургане Курганской области.
Когда Лоськов учился в 3 классе начальной общеобразовательной школы № 54 (ныне средняя школа № 38), получил травму — двойной открытый перелом голени. Лечился в Курганском научно-исследовательском институте экспериментальной и клинической ортопедии и травматологии (ныне ФГБУ «НМИЦ ТО имени академика Г. А. Илизарова» Минздрава России). После перелома правая нога стала на пару сантиметров короче левой.

### Личная жизнь
Отец Вячеслав Аркадьевич Лоськов, директор спортзала, играл в волейбол и гандбол на первенствах Курганской области. Мать Галина Ивановна, секретарь директора Курганмашзавода.
Дважды женат. Первая жена — Татьяна, в молодости профессионально занималась художественной гимнастикой. Двое сыновей — Антон (род. 18 декабря 2000 года), Богдан (род. 28 января 2003 года).
Вторая жена — Ольга, работник коммерческого отдела «Локомотива», в браке родились двое детей: Сын — Григорий (род. 8 декабря 2005 года). Дочь — (род. 25 апреля 2013 года).
Лоськов — православный христианин. Он крестился в 33 года, незадолго до ухода из «Локомотива»; его крёстным отцом стал бывший президент клуба Валерий Филатов.

## Карьера игрока

### «Ростсельмаш»
Заниматься футболом начал в ДЮСШ № 3 Кургана в 1983—1989 годах у Михаила Францевича Гузеля, играя на разных позициях, в 15 лет стал выступать за ДЮСШ-3 под руководством заслуженного тренера РСФСР Александра Григорьевича Сиянова. С его подачи, окончив 9 классов в 1990 году, переехал в спортинтернат Ростова-на-Дону — в этом городе жил его дядя. В 1991 году подписал контракт с «Ростсельмашем», за который в 1991 году провёл два матча в первой лиге. 2 июля 1992 года Лоськов дебютировал в чемпионате России за «Ростсельмаш» в игре против краснодарской «Кубани».

### «Локомотив»
В 1996 году перешёл в московский «Локомотив». 16 марта 1997 года дебютировал в игре против «Балтики». С клубом выиграл 4 Кубка России, два Чемпионата России и дважды становился лучшим бомбардиром чемпионата. За клуб провёл 306 матчей в чемпионате России, забил 97 голов.
В чемпионате России 2002 года Лоськов забил 7 голов, в том числе единственный гол в «золотом матче» против ЦСКА, принёсший «Локомотиву» титул чемпиона России.
6 марта 2005 года забил единственный гол (на 74-й минуте с пенальти) в Суперкубке России, принеся команде победу над «Тереком» (1:0) и трофей.
Рекордсмен «Локомотива» по количеству игр, голов и голевых передач в чемпионатах России. В июле 2007 года в результате длительного конфликта с главным тренером Анатолием Бышовцем покинул клуб, за который выступал более 10 лет.

### «Сатурн»
5 июля 2007 года перешёл в «Сатурн», контракт был рассчитан на 3 года. 14 июля дебютировал в игре против «Луча-Энергии» (2:1). 25 августа провёл первую игру с «Локомотивом» в качестве игрока «Сатурна». Публика встретила его с размахом: баннеры в честь Лоськова, кричалки.. В клубе играл с переменным успехом до лета 2010, пока главный тренер команды Андрей Гордеев не заявил, что контракт с Лоськовым не будет продлён.

### Возвращение в «Локомотив»

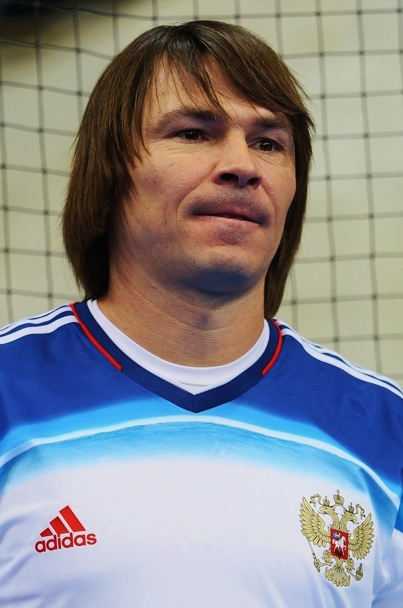
16 февраля 2015 года

27 июля 2010 года Лоськов после непродолжительных переговоров подписал контракт с «Локомотивом» до 31 декабря 2010 года с возможностью продления. В конце декабря контракт был продлён до лета 2012 года. 18 июля 2012 года подписал новый контракт сроком на один год, не исключив при этом, что может остаться в команде и на более длительный срок, если будет позволять здоровье.
По результатам сезона 2011/12 объединение болельщиков «Локомотива» United South присудило Дмитрию Лоськову приз «Стальной рельс».
По окончании сезона 2012/13 клуб не стал продлевать с игроком контракт игрока и предложил Лоськову войти в тренерский штаб молодёжной команды или «Локомотива-2» либо занять должность селекционера. Эти предложения Лоськова не устроили. Футболист решил поддерживать форму самостоятельно в надежде на предложения других клубов. Однако, предложений не поступило.
24 февраля 2017 года «Локомотив» заявил Лоськова в качестве футболиста для участия в чемпионате России, подписав с ним контракт до конца сезона 2016/17.

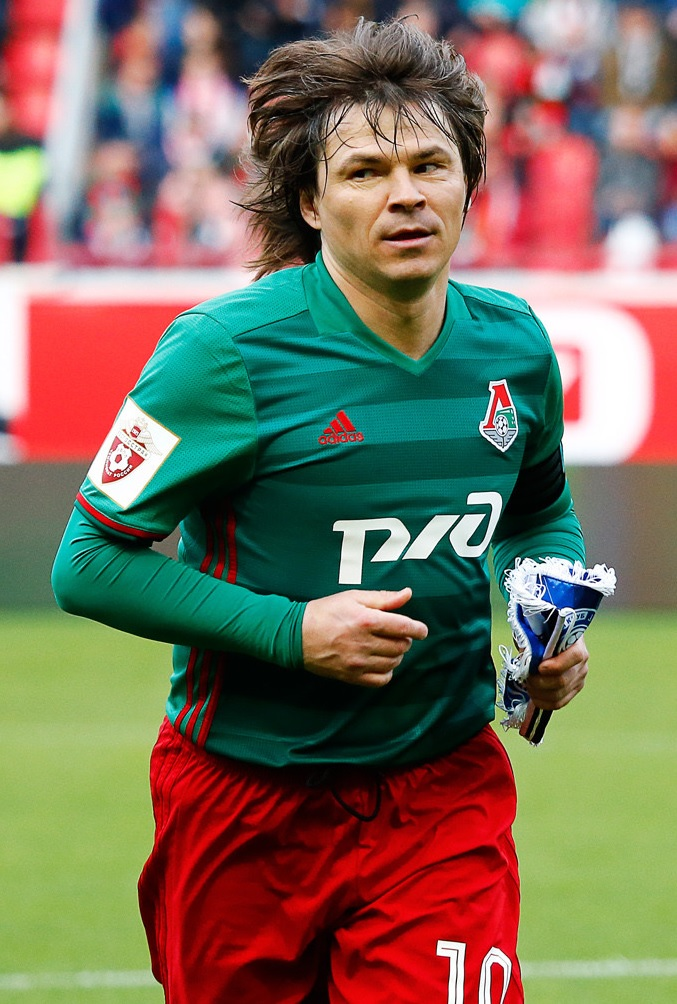
13 мая 2017 года

13 мая 2017 года Лоськов провёл прощальный матч за «Локомотив», выведя команду с капитанской повязкой на матч 28-го тура чемпионата России против «Оренбурга». Провёл на поле 13 минут, после чего уступил место на поле Алексею Миранчуку. 43-летний Лоськов стал первым футболистом, принявшим участие в 20 чемпионатах России. Майка с 10 номером Лоськова была передана в музей «Локомотива».
19 ноября 2023 года принял участие в золотом ретроматче против ЦСКА, забил мяч на 56-й минуте (1:0)

## Тренерская карьера

#### «Локомотив»
18 августа 2016 года после назначения Юрия Сёмина главным тренером «Локомотива» Лоськов вошёл в его тренерский штаб. В 2018 году получил лицензию Pro. Также входил в тренерский штаб при Марко Николиче, руководившим командой с 2020 по 2021 год. После расторжения контракта с сербом исполнял обязанности главного тренера команды (с 5 октября по 10 октября 2021 года). После прихода в клуб Маркуса Гисдоля Лоськов вошёл и в его штаб. Со 2 марта по 4 апреля 2022 года Дмитрий Лоськов был исполняющим обязанности главного тренера «Локомотива» вместо ушедшего Гисдоля.
В июне 2022 года назначен заместителем руководителя развития молодежного футбола «Локомотива».
5 апреля 2022 года «Локомотив» объявил, что Лоськов покинет тренерский штаб основной команды. 16 октября этого года «Локомотив» объявил, что Лоськов вернулся в тренерский штаб команды .

## Стиль игры
Лоськов играл на позиции центрального полузащитника-плеймейкера. Не обладая выдающимися антропометрическими данными, высокой скоростью или виртуозным дриблингом, Дмитрий выделялся в первую очередь игровым интеллектом и высоким мастерством паса на любую дистанцию, обладал прекрасным видением поля, мощным и точным ударом. Также Лоськов имел репутацию «двуногого» игрока, одинаково хорошо работающего с мячом обеими ногами, и был известен своим умением выполнять штрафные и угловые удары. В разные годы одноклубники Лоськова высоко оценивали его харизму, личностные и лидерские качества. Умение Лоськова организовать действие в атаке сделало его имя в некоторым смысле нарицательным: так, обозреватель газеты «Спорт-Экспресс» Евгений Дзичковский охарактеризовал матч чемпионата 2009 года «Локомотив» — «Сатурн», в котором обе команды показали слабую игру в созидании, неологизмом «безлоськовщина», с чем согласился и Юрий Сёмин.

## Достижения

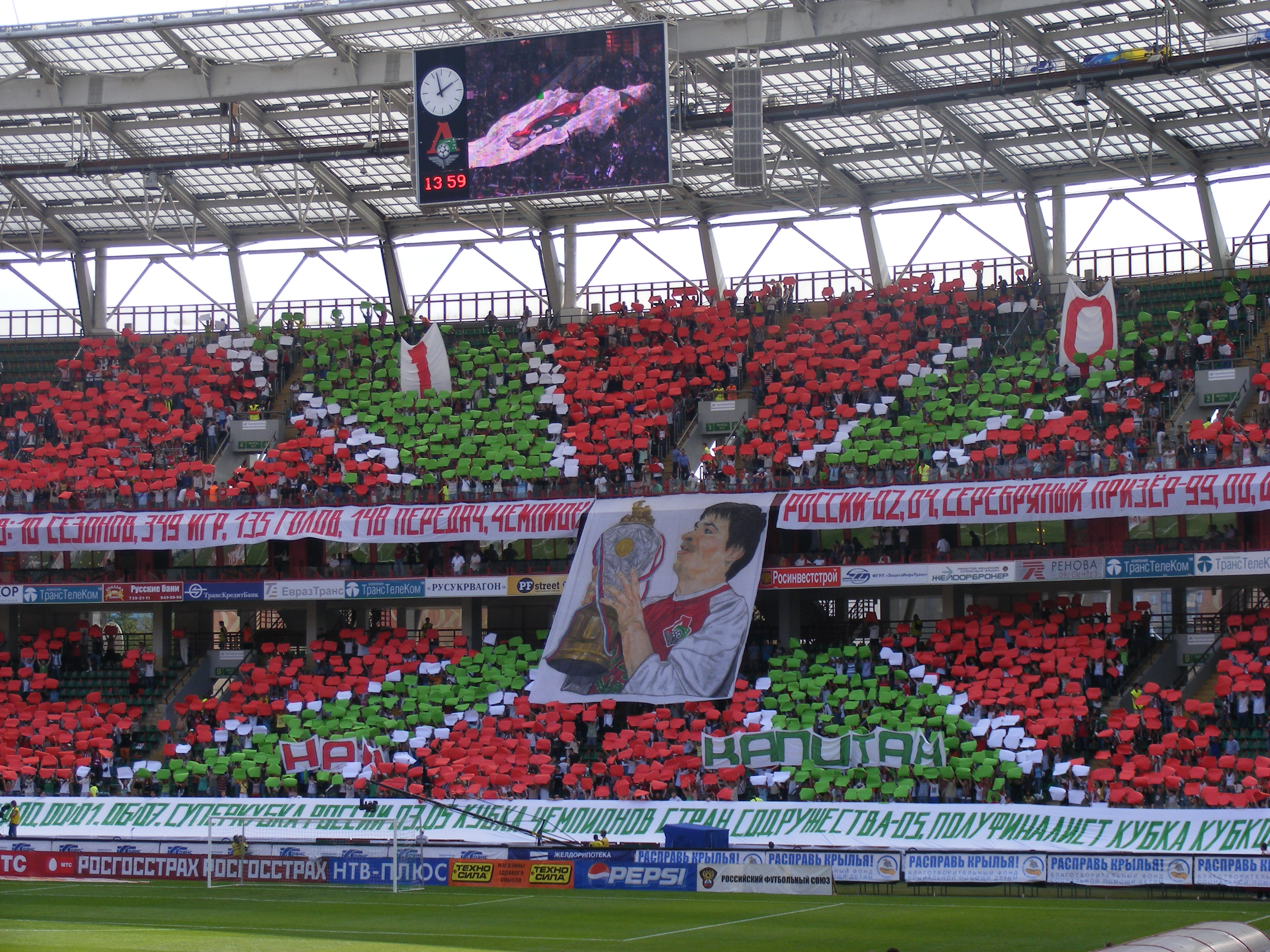
, Москва, стадион «Локомотив». Болельщики «Локомотива» приветствуют бывшего капитана команды Дмитрия Лоськова, игрока «Сатурна», перед первым матчем против его бывшего клуба.

Командные в качестве игрока
- Чемпион России (2): 2002, 2004
- Серебряный призёр чемпионата России (3): 1999, 2000, 2001
- Бронзовый призёр чемпионата России (3): 1998, 2005, 2006
- Обладатель Кубка России (3): 1999/00, 2000/01, 2006/07
- Обладатель Суперкубка России (2): 2003, 2005
- Обладатель Кубка чемпионов Содружества: 2005

Личные
- Лучший игрок чемпионата России по опросу футболистов (2): 2002, 2003[36]
- Лучший игрок России по версии еженедельника «Футбол» (2): 2002, 2003
- Лучший игрок России по версии газеты «Спорт-Экспресс» (2): 2002, 2003
- В списках 33 лучших футболистов чемпионата России (10): № 1 — 2002—2004, 2006; № 2 — 1999—2001, № 3 — 1996, 1997, 2005
- Лучший центральный полузащитник по оценкам «Спорт-Экспресс» (3): 2000, 2005, 2006
- Лучший атакующий полузащитник (под нападающими) по оценкам «Спорт-Экспресс» (4): 1999, 2002, 2003, 2004
- Член клуба 100 российских бомбардиров и клуба Григория Федотова (152 гола)
- Лучший бомбардир чемпионата России (2): 2000, 2003
- 4-е место среди игроков по количеству голов в чемпионатах России: 120
- Лучший ассистент в истории чемпионатов России: 155 передач[37]; 135 после пересчёта[38]
- Лучший ассистент чемпионата России (4): 2002, 2003, 2004, 2006[источник не указан 208 дней]
- Рекордсмен чемпионатов России по числу голевых передач за сезон (20 передач в 30 играх сезона-2003; 16 после пересчёта[38])
- Лучший игрок чемпионата России по системе «гол+пас» (3): 2000, 2003, 2006[источник не указан 208 дней]
- 3-е место среди игроков по количеству игр в чемпионатах России: 448
- 1-е место по количеству проведённых сезонов в Премьер-лиге (Высший дивизион) России — 20[39]
- Обладатель приза «Стальной рельс»: 2011/12

### Рекорды «Локомотива»
- 1-е место по числу матчей за «Локомотив»: 422
- 1-е место по числу матчей за «Локомотив» в чемпионатах России: 322
- 1-е место по количеству голов за «Локомотив»: 128
- 1-е место по количеству голов за «Локомотив» в чемпионатах России: 99
- 1-е место по количеству голов за «Локомотив» в кубках России: 12
- 1-е место по количеству голов за «Локомотив» в еврокубках: 17
- Обладатель награды болельщиков за особый вклад в историю «Локомотива» «Человек и паровоз» (2011)[3]

## Фильмография
| Год  |   | Название         | Роль  |
| ---- | - | ---------------- | ----- |
| 2009 | с | Счастливы вместе | камео |
| 2018 | с | Вне игры         | камео |

## Статистика выступлений

### Клубная статистика по сезонам
| Клуб             | Сезон            | Лига | Лига | Кубки | Кубки | Еврокубки | Еврокубки | Итого | Итого |
| Клуб             | Сезон            | Игры | Голы | Игры  | Голы  | Игры      | Голы      | Игры  | Голы  |
| ---------------- | ---------------- | ---- | ---- | ----- | ----- | --------- | --------- | ----- | ----- |
| Ростсельмаш      | 1991             | 2    | 0    | 0     | 0     | -         | -         | 2     | 0     |
| Ростсельмаш      | 1992             | 6    | 0    | 1     | 0     | -         | -         | 7     | 0     |
| Ростсельмаш      | 1993             | 18   | 1    | 2     | 0     | -         | -         | 20    | 1     |
| Ростсельмаш      | 1994             | 37   | 11   | 3     | 1     | -         | -         | 40    | 12    |
| Ростсельмаш      | 1995             | 27   | 5    | 1     | 1     | -         | -         | 28    | 5     |
| Ростсельмаш      | 1996             | 27   | 8    | 1     | 0     | -         | -         | 28    | 8     |
| Ростсельмаш      | Итого            | 117  | 25   | 8     | 1     | —         | —         | 125   | 26    |
| Локомотив        | 1997             | 23   | 6    | 0     | 0     | 4         | 2         | 27    | 8     |
| Локомотив        | 1998             | 18   | 4    | 3     | 0     | 6         | 0         | 27    | 4     |
| Локомотив        | 1999             | 28   | 14   | 2     | 0     | 10        | 3         | 40    | 17    |
| Локомотив        | 2000             | 26   | 15   | 4     | 4     | 3         | 1         | 33    | 20    |
| Локомотив        | 2001             | 29   | 12   | 4     | 1     | 10        | 0         | 43    | 13    |
| Локомотив        | 2002             | 30   | 7    | 0     | 0     | 9         | 3         | 39    | 10    |
| Локомотив        | 2003             | 30   | 14   | 3     | 2     | 11        | 2         | 44    | 18    |
| Локомотив        | 2004             | 30   | 4    | 6     | 1     | 2         | 0         | 38    | 5     |
| Локомотив        | 2005             | 22   | 6    | 1     | 1     | 3         | 5         | 26    | 12    |
| Локомотив        | 2006             | 29   | 13   | 3     | 3     | 4         | 1         | 36    | 17    |
| Локомотив        | 2007             | 13   | 0    | 4     | 0     | 0         | 0         | 17    | 0     |
| Локомотив        | Итого            | 278  | 95   | 30    | 12    | 62        | 17        | 370   | 124   |
| Сатурн           | 2007             | 15   | 1    | 1     | 0     | -         | -         | 16    | 1     |
| Сатурн           | 2008             | 15   | 1    | 2     | 0     | 1         | 0         | 18    | 1     |
| Сатурн           | 2009             | 17   | 5    | 0     | 0     | -         | -         | 17    | 5     |
| Сатурн           | 2010             | 6    | 0    | 0     | 0     | -         | -         | 6     | 0     |
| Сатурн           | Итого            | 53   | 7    | 3     | 0     | 1         | 0         | 57    | 7     |
| Локомотив        | 2010             | 13   | 1    | 0     | 0     | 2         | 0         | 15    | 1     |
| Локомотив        | 2011-2012        | 30   | 3    | 2     | 0     | 3         | 0         | 35    | 3     |
| Локомотив        | 2012-2013        | 0    | 0    | 1     | 0     | -         | -         | 1     | 0     |
| Локомотив        | 2016-2017        | 1    | 0    | 0     | 0     | -         | -         | 1     | 0     |
| Локомотив        | Итого            | 322  | 99   | 33    | 12    | 67        | 17        | 422   | 128   |
| Всего за карьеру | Всего за карьеру | 492  | 131  | 44    | 13    | 67        | 17        | 604   | 161   |

### Матчи Лоськова за сборную России
| Матчи Лоськова за сборную России | Матчи Лоськова за сборную России | Матчи Лоськова за сборную России | Матчи Лоськова за сборную России | Матчи Лоськова за сборную России | Матчи Лоськова за сборную России | Матчи Лоськова за сборную России |
| -------------------------------- | -------------------------------- | -------------------------------- | -------------------------------- | -------------------------------- | -------------------------------- | -------------------------------- |
| №                                | Дата                             | Оппонент                         | Счёт                             | Голы Лоськова                    | Соревнование                     |                                  |
| 1                                | 31 мая 2000                      | Словакия                         | 1:1                              | -                                | Товарищеский матч                |                                  |
| 2                                | 4 июня 2000                      | Молдова                          | 1:0                              | -                                | Товарищеский матч                |                                  |
| 3                                | 16 августа 2000                  | Израиль                          | 1:0                              | -                                | Товарищеский матч                |                                  |
| 4                                | 21 августа 2002                  | Швеция                           | 1:1                              | -                                | Товарищеский матч                |                                  |
| 5                                | 7 сентября 2002                  | Ирландия                         | 4:2                              | -                                | Отборочные матчи ЧЕ-2004         |                                  |
| 6                                | 16 октября 2002                  | Албания                          | 4:1                              | -                                | Отборочные матчи ЧЕ-2004         |                                  |
| 7                                | 12 февраля 2003                  | Кипр                             | 1:0                              | -                                | Товарищеский матч                |                                  |
| 8                                | 13 февраля 2003                  | Румыния                          | 4:2                              | -                                | Товарищеский матч                |                                  |
| 9                                | 29 марта 2003                    | Албания                          | 1:3                              | -                                | Отборочные матчи ЧЕ-2004         |                                  |
| 10                               | 20 августа 2003                  | Израиль                          | 1:2                              | -                                | Товарищеский матч                |                                  |
| 11                               | 15 ноября 2003                   | Уэльс                            | 0:0                              | -                                | Отборочные матчи ЧЕ-2004         |                                  |
| 12                               | 31 марта 2004                    | Болгария                         | 2:2                              | -                                | Товарищеский матч                |                                  |
| 13                               | 28 апреля 2004                   | Норвегия                         | 2:3                              | -                                | Товарищеский матч                |                                  |
| 14                               | 16 июня 2004                     | Португалия                       | 0:2                              | -                                | Финальные матчи ЧЕ-2004          |                                  |
| 15                               | 17 ноября 2004                   | Эстония                          | 4:0                              | 1                                | Отборочные матчи ЧМ-2006         |                                  |
| 16                               | 9 февраля 2005                   | Италия                           | 0:2                              | -                                | Товарищеский матч                |                                  |
| 17                               | 26 марта 2005                    | Лихтенштейн                      | 2:1                              | -                                | Отборочные матчи ЧМ-2006         |                                  |
| 18                               | 30 марта 2005                    | Эстония                          | 1:1                              | -                                | Отборочные матчи ЧМ-2006         |                                  |
| 19                               | 4 июня 2005                      | Латвия                           | 2:0                              | 1                                | Отборочные матчи ЧМ-2006         |                                  |
| 20                               | 8 июня 2005                      | Германия                         | 2:2                              | -                                | Товарищеский матч                |                                  |
| 21                               | 8 октября 2005                   | Люксембург                       | 5:1                              | -                                | Отборочные матчи ЧМ-2006         |                                  |
| 22                               | 12 октября 2005                  | Словакия                         | 0:0                              | -                                | Отборочные матчи ЧМ-2006         |                                  |
| 23                               | 1 марта 2006                     | Бразилия                         | 0:1                              | -                                | Товарищеский матч                |                                  |
| 24                               | 27 мая 2006                      | Испания                          | 0:0                              | -                                | Товарищеский матч                |                                  |
| 25                               | 16 августа 2006                  | Латвия                           | 1:0                              | -                                | Товарищеский матч                |                                  |

Итого: 25 матчей / 2 гола; 11 побед, 8 ничьих, 6 поражений.

### Тренерская
| Команда            | Начало работы | Завершение работы | Показатели | Показатели | Показатели | Показатели | Показатели | Показатели | Показатели | Показатели |
| Команда            | Начало работы | Завершение работы | М          | В          | Н          | П          | МЗ         | МП         | +/-        | % побед    |
| ------------------ | ------------- | ----------------- | ---------- | ---------- | ---------- | ---------- | ---------- | ---------- | ---------- | ---------- |
| Локомотив (Москва) | 2 марта 2022  | 4 апреля 2022     | 5          | 3          | 0          | 2          | 8          | 10         | −2         | 060,00     |
| Итого              | Итого         | Итого             | 5          | 3          | 0          | 2          | 8          | 10         | −2         | 060,00     |